# Manoel Santos
Manoel de Sousa Santos (Bom Jesus, 23 de dezembro de 1918 – Rio de Janeiro, 2 de julho de 1973) foi um industrial e político brasileiro que foi deputado federal pelo Piauí.

## Dados biográficos
Filho de Arsênio Marcos de Sousa Santos e Laura Paraguassú de Sousa Santos. Agropecuarista e industrial de Construção Civil, foi diretor da Associação Comercial do Rio de Janeiro. Na vida política, ingressou na UDN e foi eleito deputado federal em 1962. Mediante a imposição do bipartidarismo pelo Regime Militar de 1964, ingressou na ARENA, reelegendo-se em 1966 e 1970. Faleceu no curso do mandato vítima de enfarte, quando foi sucedido por Adalberto Correia Lima.